# Escadron de transport 2/64 Anjou
L'escadron de transport 2/64 Anjou est une unité de transport de l'Armée de l'air française équipée de C.160NG Transall, à la base aérienne 105 Évreux-Fauville, jusqu'en 2020.
L'Anjou est rattaché du 27 août 2015 à la 64e escadre de transport reformée le même jour à la base d'Evreux.
L'escadron est mis en sommeil le 31 août 2020.

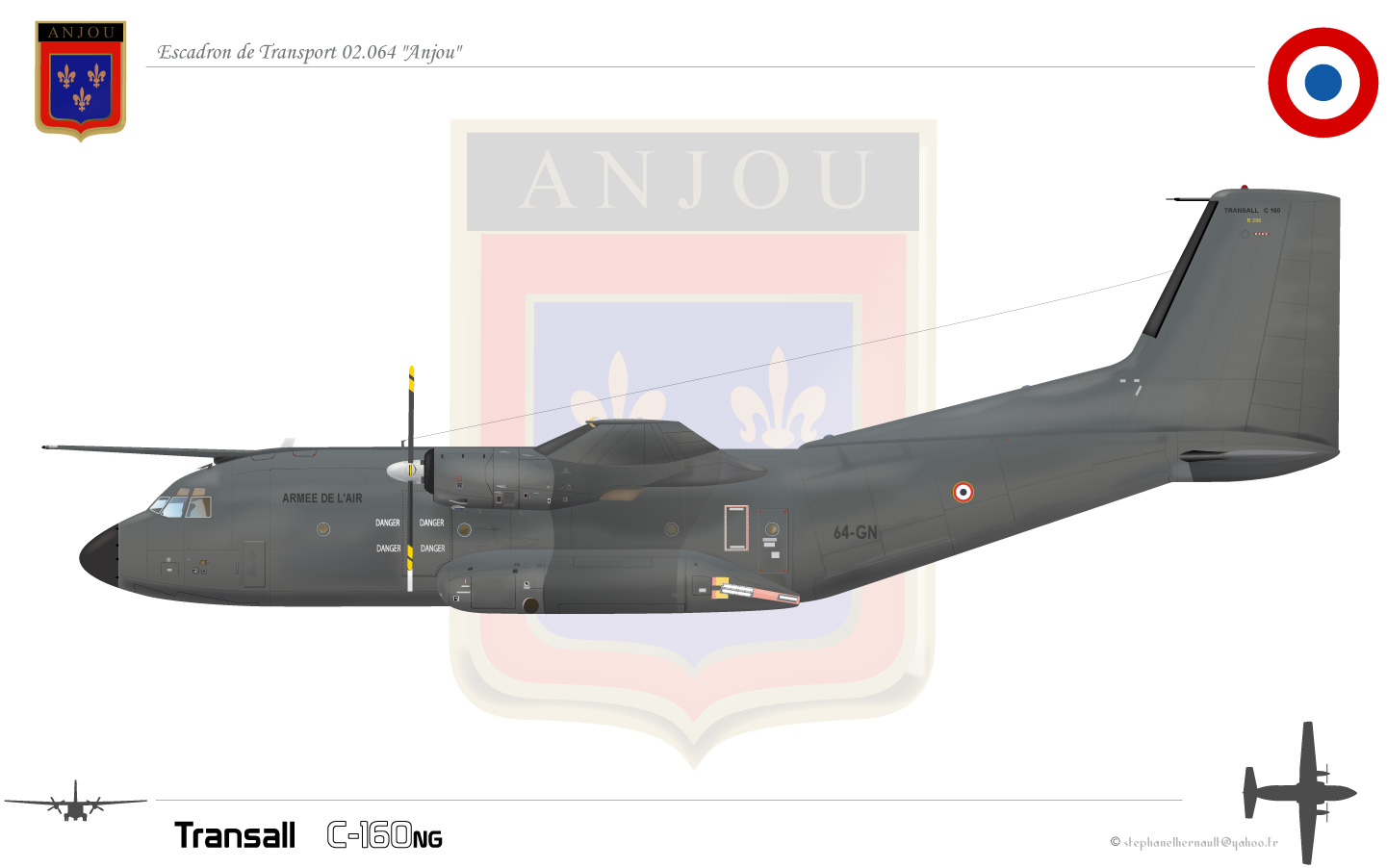
Transall C160 NG escadron Anjou

## Historique
En juillet 1917 sont formées les escadrilles 131 et 132 sur le terrain d'aviation de Clermont-Ferrand Aulnat. Elles sont initialement équipées de Breguet-Michelin, biplan, biplace, moteur à l'arrière de la carlingue.
En septembre, leur formation achevée, les deux escadrilles font mouvement sur le terrain de Luxeuil où, rapidement opérationnelles, elles prennent part au conflit mondial au sein du groupe de bombardement (GB) n°4.
Vers novembre 1917, les escadrilles sont équipées de Sopwit11/2 Strutter, bien plus performants. Elles participent aux opérations destinées à la destruction des centres d'approvisionnement et des dépôts de munitions à Sélestat, Colmar et Mulhouse.
À partir de juin 1918, elles prennent part à la bataille du Soissonnais. Les groupes de bombardement n°3 et 4 formants l'escadre 13 prennent part à toutes les batailles au-dessus de la Marne. Deux citations et le port de la fourragère aux couleurs de la croix de guerre ratifient la part prise par ces deux groupes dans le succès de nos armées.
Après l'occupation du Palatinat en 1919, l'escadre 13 se transforme successivement, en groupe de bombardement N° 13 : 13e régiment de bombardement et 12e régiment d'aviation, qui en octobre 1928 s'installe à Reims pour devenir la 12e escadre de bombardement équipée des premiers LEO 20.
En 1933, afin de prouver nos désirs de paix, la 12e escadre de bombardement prend le nom d'escadre lourde de défense.
En 1936, le groupe prend la dénomination 2/15 et fait mouvement sur Avord pour y rester jusqu'à la mobilisation.
Après l'offensive allemande, le GB 1/15 se replie sur Oujda en Afrique du Nord et sera dissous le 9 août 1939.
En octobre 1940, renaît à Maison-Blanche le groupement de transport 2/15 issu du groupe de bombardement. En avril 1942, le GT 2/15 s'installe à Blida et prend part aux opérations de Syrie, puis aux côtés des Alliés, chassera les troupes de l'Axe d'Afrique du Nord.
En janvier 1944, apparaît pour la première fois la dénomination « Anjou », que portera désormais le groupe de transport 2/15 ; la 1re escadrille porte le nom de « Angers », la deuxième s'appelle « Saumur ».
Après l'Armistice, le GT 2/15, équipé des premiers « Dakota », fait mouvement sur Lyon, puis Chartres.
En juillet 1946, tout le personnel a quitté la France ; l'épopée d'Extrême Orient commence. Les ravitaillements des postes isolés par le Viêt-Minh mettent les Dakota à rude épreuve. Le GT prend une part active aux opérations de la Plaine des Joncs et de Cochinchine.
Le 20 novembre 1953, débute l'opération Castor. Une armada aérienne (160 Dakota) déverse sur les DZ de Dien-Bien-Phu plusieurs bataillons de parachutistes et des tonnes de matériel. Un terrain improvisé par le Génie sera utilisé intensivement jusqu'au jour où la DCA et les obus de mortier le rendront impraticable.
Il m'est en service ses premiers Nord 2501 Noratlas le 29 mai 1954, 22 jours après la chute de Dien Bien Phu.
Le 11 juin 1954, la fourragère aux couleurs de la médaille militaire spéciale aux TOE (théâtres d'opérations extérieurs) est attribuée au 2/64.
Après la chute de Dien-Bien-Phu, les évacuations sanitaires constitueront le gros du travail.
En 1947, deux Dakota se seront écrasés, l'un à Hoa Binh, l'autre à Than Loc, causant la mort de sept angevins.
En 1953, 31 avions seront touchés par la DCA Viêt-Minh. À Dien-Bien-Phu, malgré 13 avions touchés par la DCA et la perte d'un de ses équipages, l'Anjou poursuit sa mission avec le même allant, apportant jour et nuit son précieux concours aux défenseurs du camp retranché. Le brillant comportement de l'Anjou sur le théâtre d'opérations extérieures d'Indochine lui vaut sept citations à l'ordre de l'Armée aérienne, il totalise 17596 missions de guerre N°2 en 64225 heures de vol en Extrême-Orient.
En juin 1955, le GT 2/64 rejoint Blida et assure des lignes régulières, sahariennes surtout, des parachutages, OAP, Lucioles et évacuations sanitaires.
Et pourtant, de janvier 1956 à 1957, une tragique série de 4 accidents porteront un coup rude au moral de l'Anjou : 22 membres d'équipage y trouveront la mort.
Le 1er décembre 1956, le GT 2/64 devient GT 2/62 Anjou et ne cessera de sillonner les cieux de l'Algérie et du Sahara - quelquefois ceux de France aussi - jusqu'au 7 décembre 1961, date à laquelle il retourne en métropole sur la base de Reims.
Le 28 septembre 1963, un jumelage est décidé avec la ville d'Angers, capitale d'une province dont le groupe avait si glorieusement porté les armes sous tous les cieux.
Le 1er octobre de la même année, le GT 2/62 devient escadron de transport 2/62 au sein de la 62e escadre. Depuis cette date, il poursuit les missions tactiques et sur ligne (aérotranports, missions régulières ou à la demande, OAP, évacuations sanitaires) ainsi que l'instruction du personnel.
Ainsi, au mois de mars 1967, l'Anjou se voit confier une mission au Groenland au profit des expéditions polaires françaises. Au mois de juin de la même année, un équipage de l'escadron effectue la mission Varsovie-Moscou pour ramener l'équipe de France de parachutisme.
Lors des grèves de mai 1968 et dans le cadre du remplacement des lignes d'Air Inter, deux avions sont mis en place à Évreux dans le but d'acheminer le courrier officiel, un autre à Metz pour assurer une liaison quotidienne avec Villacoublay et deux autres pour assurer des lignes intérieures.
Lors des cérémonies du 14 juillet 1977, un Nord de l'Anjou permet, pour la première fois, à l'équipe Phénix d'effectuer 9 sauts, d'une remarquable précision, sur un ZS de Berlin.
Le 13 juin 1978, après 15 ans de service au sein de la 62e escadre de transport, un premier groupe de huit Nord 2501 rejoint la base aérienne d’Évreux.
Le 23 juin, la 62e escadre est entrée dans la légende.
Maintenant, sous l'appellation retrouvée de 2/64, l'Anjou est intégré à la 64e escadre de transport pour continuer à servir, ainsi le Noratlas participera encore aux détachements à Libreville et à l'opération Manta.
C'est au cours de l'année 1983 que l'on commence à instruire le personnel sur la nouvelle machine tant attendue, le C160 Transall.
Le premier vol fut effectué en juillet 1983. Durant cette année, l'Anjou vole sur les deux types de machines.
Le dernier détachement Libreville en Nord 2501 s'effectuera le 31 octobre 1983.
L'opération Manta au Tchad, du 5 décembre 1983 au 15 septembre 1984 verra quelques rares et derniers Nord.
L'Anjou participe aux différentes Quinzaines d'instruction, dont une qui fut plus particulièrement marquante : Rennes, où l'on fêta les 30 ans de bons et loyaux services de la « Grise » et qui se déroula du 21 au 30 mai 1984.
Cette « Grise » devait nous quitter peu après, très exactement le 1er juillet 1984.
L'Anjou participe aussi au démontage de Manta, plus communément appelée opération Silure, à partir du 15 novembre 1984.
L'escadron a des équipages disséminés un peu partout dans le monde. En voici quelques exemples : Bangui, où il assure le soutien logistique des éléments français d'assistance opérationnelle en Centre Afrique. Libreville (Gabon) : transport de fret et parachutage de personnel, mission première qui vit son expiration en mai 1988. Force multinationale et observateurs au Sinaï composée de 11 nations où le transport de personnel et l'approvisionnement alimentent l'essentiel de la mission. Tchad : l'opération Épervier verra le jour le 13 février 1986 où de nombreuses missions de transport et de ravitaillement en vol sont effectuées.
L'escadron Anjou participera au voyage d'accompagnement du Premier ministre Jacques Chirac du Canada à Saint-Pierre-et-Miquelon. Monsieur Jacques Chirac fort satisfait de la prestation de l'équipage, enverra la médaille de Matignon à l'escadron.
L'escadron se distinguera également en participant aux missions d'Ouvea, Madagascar en 1988 et Soudan en 1989. Le Golfe bien sûr, où il participe à la mise en place des forces françaises dans la périphérie du Koweït ou l'opération Salamandre puis l'opération Daguet. L'escadron participe aux opérations en Somalie et effectue des atterrissages à Sarajevo. Il envoie le premier équipage à Francfort pour réaliser les parachutages de nuit sur la Bosnie en guerre. Enfin, en juillet 1995, il envoie un équipage à Tahiti pour participer aux missions sur le site de Mururoa.
Pour toutes ces missions, le C 160 NG offre des avantages de taille par sa capacité de ravitaillement en vol. D'une part, le rapport charge transportée sur distance franchissable est grandement amélioré et d'autre part un avion n'ayant plus besoin d'escales est à la fois plus rapide et plus discret. Enfin, les C 160 NG peuvent se permettre de ravitailler tous les chasseurs en basse altitude et près des zones hostiles.
Fidèle à la mémoire de ses anciens par son dévouement et sa disponibilité permanente, l'escadron des Seigneurs répond toujours présent.
Restructuré depuis l'été 1994 à la suite de la dissolution de la 64e escadre de transport, l'ET 02.064 « Anjou » assume toutes les missions de la nouvelle Force aérienne de projection.
Elle est mise en sommeil le 31 août 2020 avant une bascule probable sur Airbus A400M.